# 페트르 피알라
페트르 피알라(체코어: Petr Fiala, 체코어 발음: [ˈpɛtr̩ ˈfɪjala], 1964년 9월 1일~)는 체코의 정치인이자 정치학자이다. 2021년 12월부터 제13대 체코의 총리, 2014년 이래 현재까지 보수주의 정당인 시민민주당(체코어: Občanská demokratická strana) 대표로 재직하고 있다. 또한 2012년부터 2013년까지는 교육청소년체육부장관으로 재직하였다.
피알라는 2013년에 열린 체코 하원선거에서 무소속으로 초선 하원의원이 되었다. 2014년 1월, 시민민주당 대표가 되었으며, 페트르 네차스 총리가 연루된 부패 스캔들 이후 당을 개혁하고 대중의 신뢰를 회복하겠다고 약속했다. 피알라가 이끄는 시민민주당은 2017년 체코 총선에서 2위에 그쳤으며, 안드레이 바비시 차기 총리에게서 집권 연정 참여 제안을 받았음에도 자신의 정당을 야당으로 남게 하였다.
2020년, 피알라는 KDU-ČSL과 TOP 09와 함께 스폴루 (Spolu)로 알려진 중도 우파 선거 플랫폼을 위한 이니셔티브를 주도했다. 피알라는 2021년 체코 총선에서 재정 책임과 북대서양 조약 기구와 긴밀한 관계에 중점을 둔 친유럽 중도 우파 플랫폼의 총리 후보가 되었다. 이 플랫폼은 2위 ANO 2011보다 하원에서 1석이 적었지만, 초기 여론 조사를 능가하고 선거에서 1위를 차지하였다. 
피알라가 이끄는 스폴루는 해적과 시민과 연립 정부를 구성하며 하원 200석의 과반이 넘는 108석을 수월하게 차지하였다. 2021년 11월 28일, 밀로시 제만 대통령은 피알라를 총리로 임명하였다. 피알라 정부는 2021년 12월 17일에 집권하였다. 피알라는 역대 세 번째로 나이가 많은 체코 총리, 정치학 배경을 지닌 첫 번째 체코 총리, 첫 브르노 출신 체코 총리가 되었다.

## 참고 자료
- Government website profile